# Матіясове
Матія́сове — село в Україні, у Березанській селищній громаді Миколаївського району Миколаївської області. Населення становить 412 осіб.